# Logika trójwartościowa
Logika trójwartościowa – wariant logiki zdań bądź predykatów rozszerzony o dodatkową wartość w stosunku do systemów klasycznych. Za pierwszy system logiki trójwartościowej uznaje się L3 autorstwa Jana Łukasiewicza. W tym samym okresie prace nad zagadnieniem prowadził Clarence Lewis. W późniejszym czasie powstały systemy m.in. Stephena Kleenego czy Grigorego Moisila.

## System logiki trójwartościowej L3
Główną inspiracją dla Jana Łukasiewicza w trakcie tworzenia systemu była chęć formalnego wyrażenia sposobu funkcjonowania modalności aletycznych (zwrotów orzekających o konieczności bądź możliwości) w języku naturalnym. Próbę taką podjął wcześniej Lewis, który odnosił modalność do ogółu wartościowań formuł. Łukasiewicz odkrył inną metodę mówienia o modalnościach i wprowadził trzecią wartość logiczną ½, którą zarezerwowano dla zdań o nieustalonym jeszcze statusie prawdziwościowym (np. przyszłych zdarzeń losowych). Opublikowanie semantycznej wersji rachunku w roku 1920 zapoczątkowało badania logik wielowartościowych.

### Charakterystyka prawdziwościowa funktorów klasycznych
Ogólny przepis wartościowań dla L3, ograniczony do funktorów klasycznych, dany jest definicją:
Wartościowaniem chryzypowym w L3 nazywamy każdą funkcję {\displaystyle v} ze zbioru wszystkich formuł języka L3 w zbiór wartości logicznych {\displaystyle \{0,{\tfrac {1}{2}},1\}} taką, że dla dowolnych formuł {\displaystyle \alpha ,} {\displaystyle \beta } zachodzą równości:
1. {\displaystyle v(\alpha \vee \beta )=\max(v(\alpha ),v(\beta ))}
2. {\displaystyle v(\alpha \wedge \beta )=\min(v(\alpha ),v(\beta ))}
3. {\displaystyle v(\alpha \to \beta )=\min(1,1+v(\beta )-v(\alpha ))}
4. {\displaystyle v(\lnot \alpha )=1-v(\alpha )}

Przykładem jest poniższa tabelka, która ilustruje sposób wartościowania dla negacji w L3.
| {\displaystyle v(\alpha )} | {\displaystyle v(\lnot \alpha )} |
| -------------------------- | -------------------------------- |
| 1                          | 0                                |
| ½                          | ½                                |
| 0                          | 1                                |

### Charakterystyka funktorów modalnych
Język użyty do opisu struktur L3 jest zwyczajnym językiem zdaniowym rozszerzonym o dwie stałe logiczne (jednoargumentowe funktory):
- symbol {\displaystyle \lozenge {:}} oznaczający możliwość (odpowiednik zwrotu możliwe, że...),
- symbol {\displaystyle \square {:}} oznaczający konieczność (odpowiednik zwrotu konieczne, że...).

Wartościowanie L3 opiszemy definicją:
Wartościowaniem w L3 nazywamy każdą funkcję {\displaystyle v} ze zbioru wszystkich formuł języka L3 w zbiór wartości logicznych {\displaystyle \{0,{\tfrac {1}{2}},1\}} taką, że dla dowolnej formuły {\displaystyle \alpha } zachodzą równości opisane dla funktorów klasycznych oraz ponadto zachodzą równości opisane dla funktorów modalnych:
1. {\displaystyle v(\lozenge \alpha )={\frac {\min(2\cdot v(\alpha ),1)\cdot \min(2\cdot v(\alpha )+1,2)}{2}}}
2. {\displaystyle v(\square \alpha )={\frac {\max(2\cdot v(\alpha ),1)\cdot \max(2\cdot v(\alpha )-1,2)}{2}}}

Poniższa tabelka ilustruje powyższe własności na prostym przykładzie.
| {\displaystyle v(\alpha )} | {\displaystyle v(\lozenge \alpha )} | {\displaystyle v(\square \alpha )} |
| -------------------------- | ----------------------------------- | ---------------------------------- |
| 1                          | 1                                   | 1                                  |
| ½                          | 1                                   | 0                                  |
| 0                          | 0                                   | 0                                  |

Wyraźnie widać, że funktory te pozwalają na wymuszenie powrotu do klasycznego zasobu wartościowań. W konsekwencji istnieje możliwość zdefiniowania funktorów modalnych poprzez funktory klasyczne, np. implikację i negację, co przedstawiają poniższe tabelki:
| {\displaystyle v(\alpha )} | {\displaystyle v(\lnot \alpha )} | {\displaystyle v(\lnot \alpha \to \alpha )} |
| -------------------------- | -------------------------------- | ------------------------------------------- |
| 1                          | 0                                | 1                                           |
| ½                          | ½                                | 1                                           |
| 0                          | 1                                | 0                                           |

| {\displaystyle v(\alpha )} | {\displaystyle v(\lnot \alpha )} | {\displaystyle v(\alpha \to \lnot \alpha )} | {\displaystyle v(\lnot (\alpha \to \lnot \alpha ))} |
| -------------------------- | -------------------------------- | ------------------------------------------- | --------------------------------------------------- |
| 1                          | 0                                | 0                                           | 1                                                   |
| ½                          | ½                                | 1                                           | 0                                                   |
| 0                          | 1                                | 1                                           | 0                                                   |

Wyraźnie widać, że ostatnie kolumny tych tabel są zbieżne z kolumnami przedstawiającymi wartościowania kolejno dla możliwości i konieczności. Jest to jednym z zarzutów przeciwko L3, który dzisiaj nie jest uważane za prawdziwy rachunek modalny.

### Zbiór tautologii L3
W części niemodalnej L3 jest podrachunkiem Klasycznego Rachunku Zdań. Oznacza to, że każda niemodalna tautologia L3 jest również tautologią KRZ, ale istnieją tautologie KRZ, które nie są tautologiami L3. Przykładem takich formuł są chociażby prawo wyłączonego środka czy zasada sprzeczności, z którą Łukasiewicz polemizował. Konsekwencją wprowadzenia trzeciej wartości jest również nieobecność prawa skracania w L3.

### Intensjonalna implikacja
Charakterystyka prawdziwościowa implikacji w L3 od początku budziła kontrowersje. Z ogólnego przepisu wartościowania wynika, że dwa zdania o wartości logicznej ½, które połączono implikacją, dadzą wspólny wynik równy 1. Mowa jednak o dwóch zdarzeniach losowych, więc powyższy fakt wydaje się nieintuicyjnym. W późniejszych rozważaniach Łukasiewicz przyznaje krytykom rację i modyfikuje system zastępując implikację filonową (ekstensjonalną) intensjonalną. Jej sposób działania jest taki: jeżeli dane są dwa zdania tego samego kształtu oraz wartościowanie obu tych zdań wyznaczone jest przez ½, to połączenie tych zdań implikacją da wynik 1. Jeżeli dane są dwa zdania różnego kształtu oraz wartościowanie obu tych zdań wyznaczone jest przez ½, to połączenie tych zdań implikacją da wynik ½. Tego rodzaju zabieg miał „uratować” zasadę tożsamości oraz odnieść się do krytyki działania implikacji. Sprawia to jednak wiele problemów przy tworzeniu wersji aksjomatycznej systemu, dlatego w dalszej części artykułu będzie mowa o ekstensjonalnym ujęciu implikacji w L3.

### Przykładowaaksjomatykadla L3
1. {\displaystyle \alpha \to (\beta \to \beta )}
2. {\displaystyle (\alpha \to \beta )\to ((\beta \to \gamma )\to (\alpha \to \gamma ))}
3. {\displaystyle (\alpha \to (\beta \to \gamma ))\to (\beta \to (\alpha \to \gamma ))}
4. {\displaystyle (\alpha \to (\alpha \to (\alpha \to \beta )))\to (\alpha \to (\alpha \to \beta ))}
5. {\displaystyle (\alpha \wedge \beta )\to \alpha }
6. {\displaystyle (\alpha \wedge \beta )\to \beta }
7. {\displaystyle (\alpha \to \beta )\to ((\alpha \to \gamma )\to (\alpha \to (\beta \wedge \gamma )))}
8. {\displaystyle \alpha \to (\alpha \vee \beta )}
9. {\displaystyle \beta \to (\alpha \vee \beta )}
10. {\displaystyle (\alpha \to \gamma )\to ((\beta \to \gamma )\to ((\alpha \vee \beta )\to \gamma ))}
11. {\displaystyle (\lnot \alpha \to \lnot \beta )\to (\beta \to \alpha )}
12. {\displaystyle (((\alpha \vee \lnot \alpha )\vee \beta )\vee \lnot \beta )\vee (\alpha \to \beta )}
13. {\displaystyle \square \alpha \to \lnot (\alpha \to \lnot \alpha )}
14. {\displaystyle \lnot (\alpha \to \lnot \alpha )\to \square \alpha }
15. {\displaystyle \diamond \alpha \to \lnot \square \lnot \alpha }
16. {\displaystyle \lnot \square \lnot \alpha \to \diamond \alpha }

### Wybranetwierdzeniadotyczące L3
Dla logiki L3 obowiązuje ograniczone oraz iterowane twierdzenie o dedukcji wprost.
1. Iterowane twierdzenie o dedukcji wprost: {\displaystyle \varphi \cup \{\alpha \}\vdash \beta \iff \varphi \vdash \alpha \to (\alpha \to \beta ).}
2. Ograniczone twierdzenie o dedukcji wprost: jeżeli {\displaystyle \alpha \vee \lnot \alpha } jest tezą, to {\displaystyle \varphi \cup \{\alpha \}\vdash \beta \iff \varphi \vdash \alpha \to \beta .}

W roku 1931 Mordechaj Wajsberg pokazał, że dla systemu L3 obowiązuje twierdzenie o pełności, czyli że każda tautologia rachunku L3 jest tezą L3 i na odwrót.